# Oreoscoptes
Oreoscoptes is een geslacht van zangvogels uit de familie spotlijsters (Mimidae).

## Soorten
Het geslacht kent de volgende soort:
- Oreoscoptes montanus – Bergspotlijster